# アフタータッチ
アフタータッチ（After-Touch ）とは、シンセサイザーなどの電子鍵盤楽器において、一度鍵盤を押下した後、更に押し込むことで音量増加やモジュレーションの効果を付加する機能を指す。キープレッシャー（ポリフォニックキープレッシャー）とチャンネルプレッシャーがあり、アフタータッチに対応した鍵盤楽器のみこれらのデータを出力することができる。
1970年代には、ヤマハのCS-80を初めハイエンドのシンセサイザーに搭載され始め、その後はMIDIの1機能としても定義された。音色への影響はデータを受信するMIDI音源に依存するが、アフタータッチに音量の変化やピッチの変化を割り当てておき、ブレス・コントロールのようなビブラートをかけたりする、などといった使用方法がある。